# 蓝翅雁
蓝翅雁（学名：Cyanochen cyanoptera），是雁形目鸭科的一种鸟类。

## 特征
蓝翅雁体重约1520克，翼长约326.2毫米，嘴峰长约31毫米，喙宽度约16.4毫米，喙厚度约13.3毫米，跗蹠长约56.2毫米，尾长约112.5毫米。蓝翅雁在其分布区内为留鸟，其栖息在开放的草原环境中，食性为草食性。

## 分布
埃塞俄比亚的高原地区。